# Hipster (subcultura contemporánea)

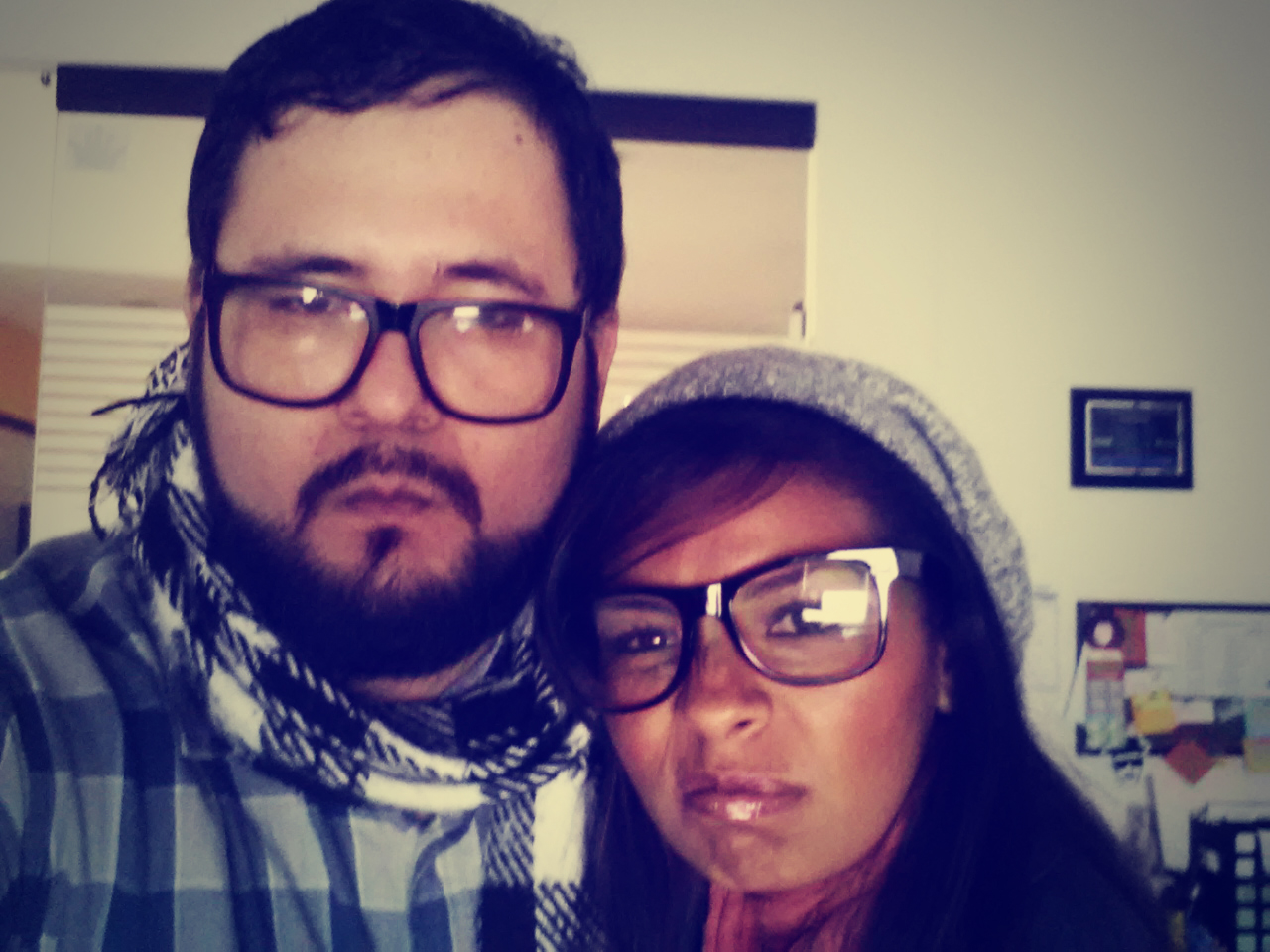
Las camisas a cuadros, las pashminas decorativas o bufandas, las gafas con montura de carey y la barba se asocian con el estereotipo hipster del siglo XXI.

Hipster (hispanizado como hípster) es una subcultura de jóvenes bohemios de clase media-alta que se establecen por lo general en las civilizaciones o también en las comunidades que experimentan procesos de crecimiento inteligente y gentrificación. Se asocian a tendencias musicales indie y alternativas, a una moda alejada de las corrientes predominantes, basados más en lo independiente (que incluye artículos vintage), a posiciones políticas green, al consumo de alimentos orgánicos, productos veganos y ropa de segunda mano. Se caracteriza por una sensibilidad variada, alejada de las corrientes culturales predominantes (mainstream) y afín a estilos de vida alternativos.

## Historia

### 1940-1950

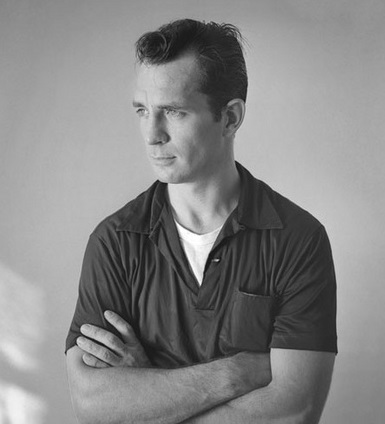
El escritor Jack Kerouac, de la beat generation de los años cincuenta, que se identifica con la subcultura hipster de los años cuarenta.

Hipster deriva de la palabra «hip» (del inglés: cadera). En los años cuarenta, los músicos de jazz usaban la palabra «hip» para describir a cualquier conocedor de la emergente subcultura afroamericana, lo cual incluía saber de jazz. Los miembros de esta subcultura fueron llamados «hepcats», un término que luego se transformó en la palabra hípster. El primer diccionario en listar esta palabra fue el pequeño glosario For characters who don't dig jive talk (el término jive se refiere a la jerga de los músicos de jazz), publicado en 1944 junto con el álbum Boogie Woogie In Blue del pianista Harry Gibson, quien actuó como Harry el Hipster. La entrada acerca de los hipsters los definía como ‘personas que gustan del hot jazz y el boogie woogie, género al cual se inclinó Gibson al momento de denominarse hipster’.
Al ser una subcultura, este término abarca diferentes concepciones que generalizan la manera de llamar a los movimientos sociales de carácter intelectual del siglo XX en adelante.
En el libro Jazz Scene (1959) de Eric Hobsbawm (utilizando el seudónimo Francis Newton) describe a los hípsteres como «dueños de un lenguaje propio, las todas partes... personas de una especial espiritualidad».

### 1990 y 2000
En el nuevo milenio el término se usa para describir la tendencia hacia lo «alternativo» o la «antimoda», una subcultura o moda urbana enraizada en las clases medias o clases altas, compuesta por gente joven moviéndose de sus barrios al centro de la ciudad. En la cultura juvenil, hipster usualmente se refiere a personas jóvenes con gusto por la música alternativa, el skateboarding u otros deportes urbanos, con un sentido irónico de la moda o una u otra manera de estilo «bohemio».
Son generalmente asociados con la cultura alternativa, en particular la música alternativa, incluyendo el indie rock, el denominado post-rock, la música electrónica y la música experimental, el gusto por el cine independiente o cualquier otra forma de música o cultura no mainstream, indumentaria sacada de ventas de saldos y ropa usada, comida orgánica, el consumo de la cerveza local, la escucha de la radio pública, u otras elecciones de consumo no habituales. Suele frecuentar cafés culturales, bares pequeños o restaurantes acogedores y sus áreas de trabajo son las creativas, humanas o tecnológicas.
En 2003, el libro de humor satírico de Robert Lanham The Hipster Handbook afirmó que los hípsteres son gente joven con cortes de pelo como The Beatles, portando bolsos estilo retro y zapatos de plataforma, hablando por celular, fumando cigarrillos europeos, y con una biografía del Che Guevara.
El término hipster también es considerado un estereotipo que fue eclipsando a la verdadera cultura indie, lo que provoca que se cree un estigma del que ellos quieren escapar para poder presentar libremente su arte.
Recientemente en España se ha convertido en una corriente de moda que como otra cualquiera es seguida por un grupo amplio de gente que adopta los estilos que cada año se marcan "a la última". En 2013 fueron los bigotes y desde 2011 la tendencia son las barbas en lo que se ha acuñado despectivamente como la "Rajoy Youth". En su mayoría son la evolución del gafapasta, corriente que también adoptaba una moda anual al unísono.
Sin embargo otras subculturas consideran el estilo de los hipsters como la copia fashion o el "bisú" hecho moda por los hipsters del estilo rockabilly de los años 40-50 ya que si se observan detenidamente ambos contemplan rasgos y aspectos similares, el tupé y la ropa, dicho estilo es particularmente más atribuido a los neo-rockabillys con un estilo más rudo, auténtico y que realmente revive el vintage, comúnmente ambos son confundidos en las calles aunque en esencia estos últimos son el auténtico revival de los años 40 y 50, poco se sabe de ellos en la cultura Pop a la cual aun con discordancia se ha inclinado el movimiento hipster. Otro ejemplo de híspter es Sophie, personaje del webcómic colombiano Living With HipsterGirl and GamerGirl por el ilustrador Jago, cuyas aficiones son la fotografía, las redes sociales y la crítica social.
Según Víctor Lenore muchas de estas inclinaciones y rasgos han hecho del movimiento hipster la "subcultura" favorita del capitalismo.

### Años 2010
A comienzos de los años 2010 la subcultura hipster inicia su auge y gana mayor popularidad, convirtiéndose en una de las  más populares entre los jóvenes de todo el mundo, particularmente entre miembros de la generación millenial. Son comúnmente identificados con la ropa, las actividades al aire libre, la música y la comida fuera de la principal corriente social (mainstream), escuchando a bandas generalmente poco conocidas y sobre todo de los géneros rock alternativo e indie rock, rechazando al consumismo y a la música comercial, y a veces son identificados con el vegetarianismo o el veganismo entre sus hábitos alimenticios, y promoviendo el ecologismo, el bricolaje y la moda vintage.

## Análisis crítico

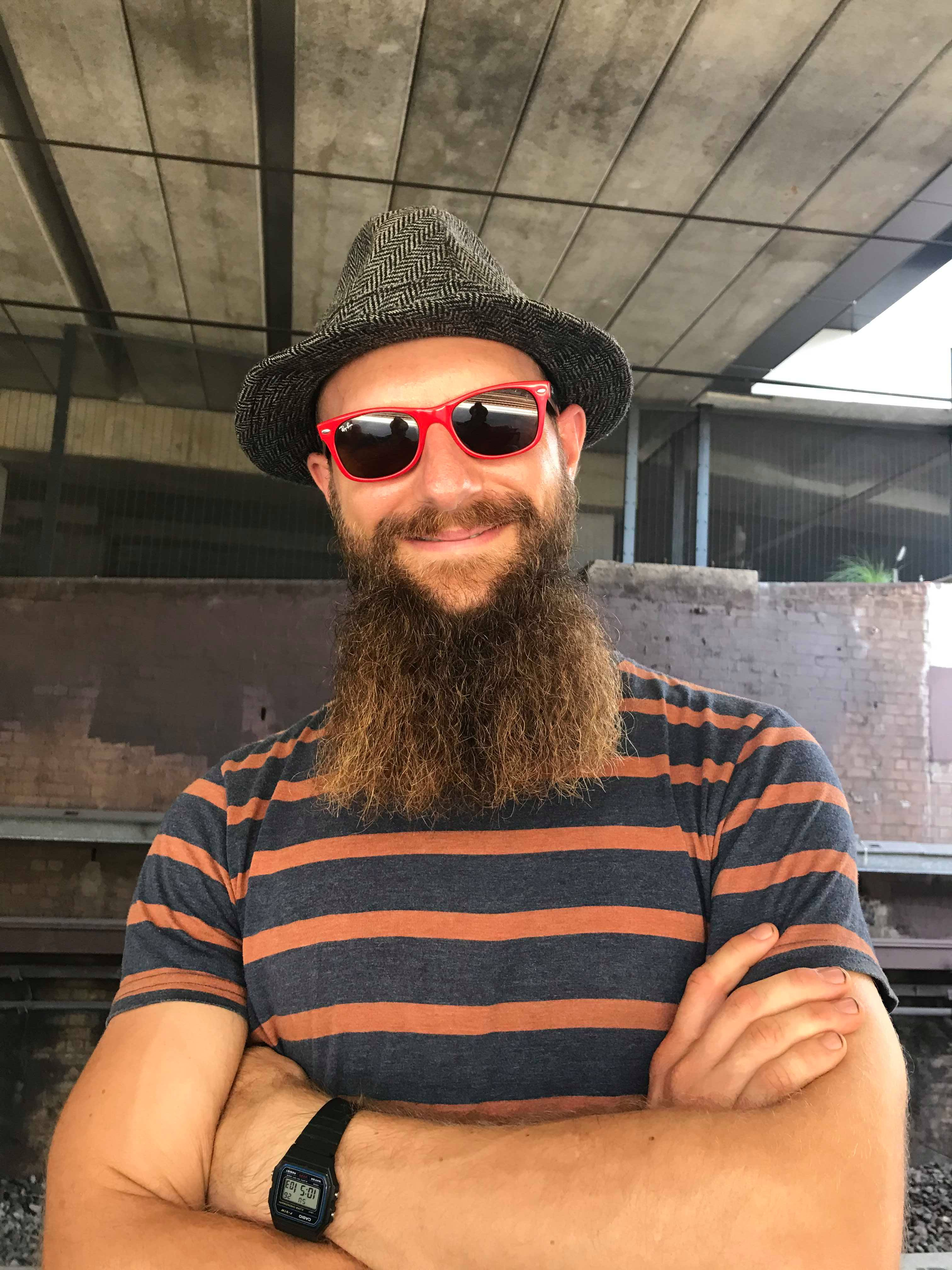
Barba poblada, ropa vintage y dispositivos electrónicos retro, como el reloj Casio F-91W de la foto, están asociados con la subcultura hipster.

### Christian Lorentzen
Christian Lorentzen de Time Out New York afirma que la metrosexualidad es la apropiación hípster de la cultura gay, como un rasgo que fue dejado desde la fase «emo». Escribe que «esa estética es asimilada, engullida en un repertorio de fines sin sentido, desde que el hípster puede construir una identidad en la forma de un universitario, o una lista de reproducción de música alternativa en un iPod. También emite un argumento en el que afirma que «el hipsterismo hace un fetichismo de elementos auténticos» de todo los «movimientos marginados de los post-guerra —Beat, hippie, punk, skin, incluso grunge», y se dibujan «tiendas culturales de cada etnia no mezclada» y del «estilo gay,» y que «lo regurgita con un guiño nada auténtico». Afirma que este grupo de «personas de 18 a 34 años», que son principalmente blancos, «han debilitado, despellejado y consumido» todas esas influencias. Lorentzen dijo que los hípsteres, «en su presente personificación en constante viveza» son «esencialmente personas que piensan que son más geniales que América», también refiriéndolo a ellos como «los asesinos de lo estupendo». También critica como la amenaza original de la cultura ha estado abandonado y ha estado reemplazando con «la forma de una agresión de inexacta pasividad llamado sarcasmo».

### Julia Plevin
En un artículo de Huffington Post titulado «¿Quién es un hípster?», Julia Plevin argumentó que la «definición de hípster permanece opaca para cualquiera fuera de este círculo altamente selectivo y autoproclamado». Afirma que «el punto principal de los hípsteres es que ellos evitan las etiquetas y ser etiquetas. Sin embargo, todo ellos visten lo mismo y actúan igual, y se conforman en su no conformidad» hacia un «aspecto vintage, sensiblero, cuidadosamente cuidado e icónico».

### Rob Horning
Rob Horning desarrolló una crítica del hipsterismo en su artículo «La muerte del hipster» publicado en abril de 2009 en PopMatters, explorando varias posibles definiciones para el hípster. Reflexionó que el hípster quizás sea la «personificación del posmodernismo como una fuerza gastada, revelando lo que pasó cuando la mezcla y la ironía los cansa como estética», o quizás sea «una especie de punto intermedio cultural permanente en el último capitalismo de carácter mediático, vendiendo fuentes alternativas de poder social desarrolladas por grupos forasteros, exactamente como los «negros blancos» presentado por Norman Mailer realizado para los hípsteres originales y prepeyorativos —negros...» Horning también propone que el papel de los hípsteres quizás sea para «apropiarse de las nuevas formas culturales capitales, entregándolas al mainstream mediático en una forma comercial y desnudando a sus inventores... del poder y la gloria». Horning argumenta que «el problema con los hipsters» es la «forma en que ellos reducen la particularidad de cualquier cosa por la que tú quizá estés curioso sobre algo o invertir en el mismo y triste denominador común de cómo lo "genial" es percibido» como «solo otro significador de identidad personal». Además, argumentó que el «hípster es definido por carecer de autenticidad, por un sentido de retraso para la escena» o la forma que ellos transforman la situación en una «escena tímida, algo que otros pueden estudiar y explotar».

### Dan Fletcher
Dan Fletcher, en Time, parece apoyar esta teoría, postulando que las tiendas como Urban Outfitters tienen arraigada una cultura hípster, combinada, estilizada y producida por los medios de comunicación con partes de la cultura mainstream, de tal forma que oscurece sus orígenes, su arte alternativo de permanente fuerza y su escena musical. Según Fletcher, «los hípsteres se las arreglan para atraer un odio único en su intensidad. Los críticos han descrito al grupo vagamente definido como engreído, lleno de contradicciones y, por último, la muerte final de la civilización del oeste». Elise Thompson, un editor del blog angelino LAist argumenta que «las personas que han venido desde los movimientos punk rock de los setenta y ochenta parecen odiar universalmente a los hípsteres», que ella define como personas vistiendo «modas "alternativas" caras» para ir a los «bares más actualizados, geniales y últimos... [y] escuchar a la banda más actualizada, genial y última». Thompson argumenta que los hípsteres «no parecen suscribirse a alguna filosofía en particular... [o] género particular de música». En su lugar, ella argumentó que ellos son «soldados de la fortuna del estilo» que toman lo que sea mientras sea popular y está en el estilo, «apropiando el estilo» de los movimientos contraculturales pasados como punk, mientras «desechan todo lo que el estilo significa».

### Zeynep Arsel y Craig Thompson
A partir de la obra de Pierre Bourdieu y las teorías de cooptación de Thomas Frank, Zeynep Arsel y Craig Thompson argumentó que para segmentar y cooptar el mercado indie, los medios de comunicación y los vendedores se han dedicado a una «creación de mitos» comerciales y contribuyeron a la formación del discurso contemporáneo sobre los hípsteres. Ellos aprobaron este argumento usando un análisis del discurso histórico del término y su uso en la cultura popular basada en el ensayo de Arsel que fue publicado en 2007. Su argumento es que la representación contemporánea del hípster es generada a través de las narrativas de los medios de comunicación con diferentes intereses comerciales e ideológicos. En otras palabras, el hípster es menos que una categoría objetiva, y más que una mitología moderna de influencia mediática, formada ideológicamente y culturalmente que se apropia del campo de consumo indie y finalmente se transforma en una forma de estigma. Arsel y Thompson también entrevistaron a participantes de la cultura indie (DJs, diseñadores, escritores) para entender mejor cómo ellos se sienten sobre ser etiquetados como uno.
Sus búsquedas demostraron tres estrategias para la disociación del estereotipo hípster: discriminación estética, demarcación simbólica y soberanía proclamante.
Esas estrategias, apoderadas por el estatus de uno en el campo indie (o su capital cultural) permiten a esos individuales a defender sus gustos e inversiones culturales dependientes de la devaluadora mitología hípster. Su trabajo explica por qué las personas están de forma ostentosa formando el estereotipo hípster profusamente negando ser uno: la mitología hípster devalúa esos gustos e intereses y de esa manera, ellos tienden a distinguirse en lo social de esta categoría cultural y defender sus gustos de la devaluación sufrida. Para tener éxito en negar ser un hípster, mientras mira, actúa y consume como uno, esos individuales desmitifican sus existentes prácticas de consumo para dedicarse a la retórica y las práctica que diferencian simbólicamente sus acciones del estigma del hípster.

### Mark Greif
Mark Greif, uno de los fundadores de n+1 y profesor asistente en The New School, en una editorial de New York Times, declaró que el término hípster es a menudo usado por la juventud de contextos económicos disparejos para lograr una posición social determinada. Se pone en duda la naturaleza contradictoria de la etiqueta, de este modo sus miembros piensan que no son hípsteres: «Paradójicamente, aquellos que usaron el término como insulto fueron los mismos que a menudo tienden a parecer un hípster — ellos mismos visten pantalones ajustados y grandes lentes, se reúnen en pequeños grupos en grandes ciudades, y miran por encima del hombro a modas mainstream y "turistas"». Él cree que la muy citada dificultad para analizar el término se vale de hechos que cualquiera intenta hacer para provocar ansiedad universal, desde que «llamó a todos». Como Arsel y Thompson, él partió de la Distinction: A Social Critique of the Judgement of Taste de Pierre Bourdieu para concluir:

Puedes ver cómo un barrio hípster es una encrucijada donde los jóvenes desde orígenes diferentes, todos juntos, maniobran para sacar ventaja de una posición social. Una estrategia de un subgrupo hípster es criticar a otros como «universitarios graduados en artes liberales con demasiado tiempo en sus manos»; el ataque es nivelado en los niños de clase media alta, quienes se movieron a las ciudades después de la universidad con la esperanza de trabajar en «profesiones creativas». Esos hípsteres son instantáneamente rebajados, embalsados en lugares miserables e ignorados en la jerarquía urbana, pero capaces de usar habilidades de enseñanza universitaria de clasificación, colección y apreciación para generar un cuerpo superior de «cool» cultural.

Greig pone el término hípster en un marco socioeconómico fundamentado en la tendencia a la pequeña burguesía de una generación joven insegura de su futuro estatus social. Es conocido como «moderno» aquel que se identifique con sus ideologías de origen bohemio y sus vestimentas desarrapadas. La moda cultural es indicativa de una estructura social con una intensificada ansiedad económica y una disminuida movilidad de clase.

## Literatura hipster

### Sociología del moderneo
Escrito por Iñaki Domínguez en 2017 y publicado por Melusina, es un ensayo filosófico y sociológico sobre el moderneo en España. Centra su atención en la cultura hipster contemporánea. Este ensayo analiza los fundamentos y manifestaciones del moderneo actual (en su vertiente hipster): la necesidad de distinción en un mundo masificado, la gentrificación, la búsqueda de autenticidad, la construcción de una imagen basada en el consumo, la proyección de la identidad a través de filtros mediáticos y la preeminencia del dogmatismo en un marco de supuesta libertad de conciencia.

### Hipsters. Un manual ilustrado
Escrito por Jorge Pinto en el año 2013, es un ensayo con ilustraciones que analiza y describe a la subcultura hipster, con cierto sentido del humor. Se divide en tres apartados principales que son:
I. Identidad
II. Estilo de vida
III. Cultura
El principal personaje es Arturo Navarra, un hipster que niega serlo. Citando a Pinto, un hipster es "una subcultura de veinte y treintañeros que adoran el pensamiento independiente y todo lo alternativo. Se dicen conocedores de la política y los movimientos sociales y tienden a ser muy comunicativos al respecto (o sea, siempre te van a recordar lo mucho que saben sobre cualquier tema). Valoran la creatividad y el ingenio sobre todas las cosas y son sarcásticos profesionales. 
Son personas que se consideran fuera del "mainstream", es decir, de la cultura general que consumen las personas promedio.

### ¿Qué fue lo hipster? Una investigación sociológica
Escrito por Mark Geif, publicado en 2011, muestra un conjunto de textos presentados en un simposio llevado a cabo en New School University en la ciudad de Nueva York en 2009, con el fin de generar discusión en torno a lo que hipster y lo que lo compone. Además de enunciar y analizar las características del concepto juvenilización. "¿Es el hipster una imposición del capitalismo? ¿Es una consecuencia del impulso homogeneizador por la expansión de la sociedad de consumo? ¿Es, para algunos jóvenes y no tan jóvenes, un mecanismo de aserción de la distinción? ¿Realmente este fenómeno trasciende el estilo y la moda, o sólo es forma sobre fondo?". Esta y otras preguntas plantea Christian Fernández en su artículo publicado en 2013, mientras describe el libro y asevera que las respuestas a éstas y otras preguntas no se encuentran en ninguno de los textos publicados en el libro.

## Música hipster
El movimiento Hipster define sus propios parámetros de comportamiento en políticas de edición musical que responden al carácter de la subcultura carente de medios organizados, intenciones, o intereses comerciales.
Pueden variar y abarcar géneros muy diversos, desde el art rock, post-punk, el shoegaze, el post-rock, el math rock, el emocore de los 90, grunge, rock alternativo, el britpop, el Indie rock, el indie pop, pop barroco, folk rock, la neopsicodelia, el lo-fi, chilout, la música ambient, la música electrónica, distintos subgéneros de la música house y techno, el trip hop, el hip hop experimental, el hip hop alternativo, la música experimental, el jazz, el rock progresivo, el rock psicodélico hasta subgéneros de la música extrema como el metal progresivo, el post metal, el metal experimental e incluso subgéneros del black metal como el post-black metal o blackgaze.
También se los a asociado a géneros ficticios como lo es el vaporwave aunque principalmente el estilo musical que más éxito tiene entre los Hipster es la música Indie, es decir, música independiente realizada por bandas que han grabado sus discos a través de medios propios, autoeditándose o con sellos discográficos independientes. Los principales grupos de Música Hipster son de habla inglesa, bandas en cuyos inicios grabaron en sótanos y sellos independientes como por ejemplo:
- Neutral Milk Hotel: Fue un grupo musical estadounidense de indie rock. El grupo está conformado principalmente por su líder, el compositor y cantante Jeff Mangum junto con Scott Spillane, Jeremy Barnes y Julian Koster. Su album ''In the Aeroplane Over the Sea'' ha sido descrito como una obra musical importante dentro de la comunida hipster.
- The Lumineers: Es una banda de folk alternativo formada por Wesley Schultz y Jeremiah Fraites.
- Bon Iver: Nombre artístico del proyecto musical del cantautor Justin Vernom junto con Mike Noyce, Sean Carey, Colin Stetson y Matthew McCaughan. En 2012 Bon Iver ganó el Grammy al Mejor Nuevo Artista y al Mejor Álbum de Música Alternativa por su álbum Bon Iver. La banda también estuvo nominada a la canción y grabación del Año por Holocene, incluida en ese mismo álbum.
- The Black Keys: Un dúo de origen estadounidense compuesto por Dan Auerbach y Patrick Carney que compone música Rock&Blues así como Indie-Rock.
- Beach House: Un dúo formado por Victoria Legrand y Alex Scally que produce música Dream Pop, sus primeros pasos en el panorama musical fueron en el año 2004 en la ciudad de Baltimore, Estados Unidos. Su primer álbum, con el que debutaron en la escena musical se llamó Beach House y fue lanzado en el año 2006. Álbum muy bien recibido por el público y por la crítica.

## Moda hipster
Las tendencias hípster en ropa adoptan un estilo vintage, casual y con mucha personalidad. Además de las conocidas gafas de pasta, los asiduos a esta tendencia acuden a mercadillos a buscar ropa de segunda mano. Un elemento muy característico es la bufanda, en cualquier época del año. Además, usan colores y matices marcados muy antiguos. Otro aspecto muy identificador es el uso de una barba Larga pero muy cuidada, conocida generalmente como barba hipster.